# Lezionari del Nuovo Testamento
I manoscritti del Nuovo Testamento in greco si dividono in quattro gruppi: papiri, onciali, minuscoli e lezionari. I lezionari sono raccolte di testi scritturali ad uso liturgico. Vengono datati a partire dal IV fino al XVIII secolo.
A seconda della scrittura si distinguono in maiuscoli e minuscoli; a seconda del supporto si trovano lezionari su pergamena, papiro, vello e carta; a seconda del contenuto si suddividono in Evangelistarion, raccolte di pericopi evangeliche e Apostolarion, raccolte di lezioni dagli Atti degli Apostoli, dalle Lettere del Nuovo Testamento e dall'Apocalisse.
Caspar René Gregory nel 1909 elencò 2234 lezionari. Nel catalogo Gregory-Aland dell'Institut für neutestamentliche Textforschung di Münster sono presenti oggi 2486 lezionari. I lezionari sono indicati dalla lettera ℓ seguita da un numero di catalogo.

## Lezionari codici greci del Nuovo Testamento
- Lezionari del Nuovo Testamento (1-500)
- Lezionari del Nuovo Testamento (501-1000)
- Lezionari del Nuovo Testamento (1001-1500)
- Lezionari del Nuovo Testamento (1501-2000)
- Lezionari del Nuovo Testamento (2001-2486)